# Чеканка растений
Чека́нка расте́ний — удаление верхушек побегов или верхних побегов у сельскохозяйственных растений для прекращения их роста. Агротехнический приём, улучшает плодообразование и ускоряет созревания урожая.
Чеканка обеспечивает усиленный приток питательных веществ к завязям за счёт прекращения роста побегов. Это уменьшает опадение завязей и создаёт лучшие условия для развития плодов.
Метод разработан академиком АН СССР, агрономом Т. Д. Лысенко.

## Чеканкахлопчатника
Чеканка хлопчатника уменьшает полегание растений, ускоряет созревание волокна и раскрытие коробочек. Чеканку проводят после развития на кустах 14—16 плодовых ветвей. При чеканке боковые побеги обрезают на 2—3 см, главный стебель — на 4—6 см. Хлопчатник чеканят одновременно с рыхлением междурядий или нарезкой борозд для полива, применяя для этого приспособление к культиватору или специальные машины.

## Чеканка винограда
Виноград обрезают в период, когда рост растений становится замедленным (обычно во 2-й декаде августа). Удаляют верхушки побегов (1/5 длины), которые переросли шпалеру, а также верхушки пасынков, оставляя на них 2—3 листа. На молодых виноградниках чеканка не проводится.
Чеканка винограда:
- ускоряет вызревание побегов;
- способствует накоплению в них пластических веществ;
- повышает зимостойкость;
- увеличивает сахаристость плодов.

## Современное использование чеканки растений
Министерство сельского хозяйства и охраны природы Таджикистана в августе 2007 года заявляло о том, что основные производители хлопка в Таджикистане заняты чеканкой хлопчатника. «На площади 105 тыс. га уже завершено данное мероприятие».
Общероссийский классификатор видов экономической деятельности, продукции и услуг присваивает машинам для чеканки растений следующие коды:
- 2921282 — машины для подрезки и формирования ягодных, виноградных и чайных кустов и чеканки виноградников
- 2921467 — машины для чеканки хлопчатника

Приспособления для чеканки хлопчатника, среди прочего, производит Гулистанский экспериментальный ремонтно-машиностроительный завод в Узбекистане.
Доктор сельскохозяйственных наук, заслуженный работник сельского хозяйства Республики Узбекистан Ренат Назаров сообщает, что:

… от качественного и своевременного проведения таких агротехнических приемов, как сев, прореживание, полив через борозду, завершение подкормок в начале цветения, борьба с болезнями и вредителями хлопчатника, чеканка, культивация, проведение дефолиации в рекомендованные учеными сроки, ускоряется образование и раскрытие коробочек хлопчатника.

Также он полагает, что из-за несоблюдения сроков проведения чеканки и дефолиации происходит израстание растений и снижение урожайности.